# Московська мирна угода (1940)
Московська мирна угода — мирний договір, що був укладений 12 березня 1940 між Фінляндією та СРСР, офіційно завершивши радянсько-фінську війну (1939—1940).
Умови угоди:
- Під контроль СРСР переходив Карельський перешийок, кілька островів у Фінській затоці, частина півостровів Рибацький та Середній.
- СРСР орендував півострів Ганко строком на 30 років під військово-морську базу.

У результаті укладання угоди, до складу СРСР відходила більша частина Карелії.
Усі територіальні втрати, понесені в результаті Зимової війни, та передана до СРСР за цією угодою, Фінляндія відвоювала під час радянсько-фінської війни 1941—1944 років, однак за умовами Московського перемир'я та Паризької мирної угоди у 1947 році, СРСР не тільки відновив окупацію цих територій, але й захопив нові (зокрема Петсамо та Салла).